# Let's Go to Prison
Let's Go to Prison (br: Bem-vindo à Prisão / pt: Um Novato na Prisão) é um filme de comédia que foi lançado nos cinemas em 17 de novembro de 2006, estrelado por Dax Shepard, Will Arnett e Chi McBride e dirigido por Bob Odenkirk.

## Recepção da crítica
Let's Go to Prison teve recepção geralmente desfavorável por parte da crítica especializada. Em base de 13 avaliações profissionais, alcançou uma pontuação de 27% no Metacritic. Por votos dos usuários do site, atinge uma nota de 5.9, usada para avaliar a recepção do público.

## Elenco
| Ator            | Personagem                |
| --------------- | ------------------------- |
| Dax Shepard     | John Lyshitski            |
| Will Arnett     | Nelson Biederman IV       |
| Chi McBride     | Barry                     |
| David Koechner  | Shanahan                  |
| Dylan Baker     | Warden                    |
| Michael Shannon | Lynard                    |
| David Darlow    | Juiz Nelson Biederman III |
| Bob Odenkirk    | Duane                     |